# Aderus accrensis
Aderus accrensis é uma espécie de Coleoptera da família Aderidae. A espécie foi descrita cientificamente por George Charles Champion em 1924.

## Distribuição geográfica
Habita na África do Sul.